# Warburgiella isopterygioides
Warburgiella isopterygioides är en bladmossart som beskrevs av Hugh Neville Dixon och Potier de la Varde 1930. Warburgiella isopterygioides ingår i släktet Warburgiella och familjen Sematophyllaceae. Inga underarter finns listade i Catalogue of Life.